# Leptocola fragilis
Leptocola fragilis är en bönsyrseart som beskrevs av Giglio-tos 1916. Leptocola fragilis ingår i släktet Leptocola och familjen Mantidae. Inga underarter finns listade i Catalogue of Life.